# Терешки (Звенигородський район)

Старовинний Свято-Покровський храм, який спалили комсомольські активісти в 1960-х роках. Відновлений 2013 року.

Тере́шки — село в Україні, в Шполянській міській громаді Звенигородського району Черкаської області.

## Історія
По легенді першими жителями села були селяни, які втікали від своїх господарів. Є факти, що поселенці — представники Волині. Період переселенців-втікачів відноситься до 1180 року, групи людей складались не більше ніж 5-8 сімей. Перші витоки поселень розташовувались на території Марешевого яру. Яр був з трьох сторін закритий лісами, а зі сходу горою. Із підручного матеріалу вибудували невелике поселення і не приймали туди сторонніх людей. На цьому місці довго не затримались, адже поселенці нинішнього В'язівка витіснили цих людей зі своєї території. Тому не вступаючи у боротьбу, переселенці із Волині переїхали у верхів’я річки Шполки, на місце де й досі розташоване село Терешки. Більше ніж за 800 років невелике поселення розрослося до сотень селянських будинків і має ім’я його господаря – Терешка.
Через тиск київських феодалів у 30-ті роки ХІІ ст. та монголо-татарську навалу на Русь у 1237 році  кількість жителів села скоротилась на 20%.
В ХV ст. на Черкащині відбулося велике селянське повстання, яке підтримали жителі села Терешки.  У 1620 році польський король Сигізмунд  віддав князю К. Вишневському нинішню Черкащину з містами, хуторами, селами. Терешківці ввійшли в підданство новому князю.
Під час Великої Вітчизняної війни 536 місцевих жителів воювали проти гітлерівських загарбників, з них 387 нагороджені бойовими орденами і медалями СРСР. На честь загиблих односельців встановлено обеліск Слави.

## Населення

### Мова
Розподіл населення за рідною мовою за даними перепису 2001 року:
| Мова            | Кількість | Відсоток |
| --------------- | --------- | -------- |
| українська      | 869       | 96.88%   |
| російська       | 21        | 2.34%    |
| вірменська      | 3         | 0.33%    |
| білоруська      | 1         | 0.11%    |
| інші/не вказали | 3         | 0.34%    |
| Усього          | 897       | 100%     |

## Відомі люди
- Шульга Захар Петрович (1899 — ?) — український економіст.